# José Alí Lebrún Moratinos
José Alí Lebrún Moratinos (1919 - 2001) là một Hồng y người Venezuela của Giáo hội Công giáo Rôma. Ông từng đảm nhận vai trò Hồng y Đẳng Linh mục Nhà thờ S. Pancrazio, Tổng giám mục đô thành Tổng giáo phận Caracas trong suốt 15 năm, từ năm 1980 đến năm 1995.
Vốn là một giáo sĩ trong vai trò lãnh đạo giáo hội địa phương, ông từng đảm trách nhiều vai trò khác nhau trước khi tiến đến trở thành Tổng giám mục đô thành Caracas, như: giám mục phụ tá Giáo phận Maracaibo (1956 - 1959), giám mục chính tòa Giáo phận Maracay (1958 - 1962), giám mục chính tòa Giáo phận Valencia (1962 - 1972), Tổng giám mục Phó Tổng giáo phận Caracas (1972 - 1980). Ngoài lãnh đạo các giáo phận được bổ nhiệm, ông còn đảm nhận vị trí quan trong tại Hội đồng giám mục quốc gia như: Chủ tịch Hội đồng Giám mục Venezuela (1984 - 1990). Ông được vinh thăng Hồng y ngày 2 tháng 2 năm 1983, bởi Giáo hoàng Gioan Phaolô II.

## Tiểu sử
Hồng y José Alí Lebrún Moratinos sinh ngày 19 tháng 3 năm 1919 tại Puerto Cabello, Venezuela. Sau quá trình tu học dài hạn tại các cơ sở chủng viện theo quy định của Giáo luật, ngày 19 tháng 12 năm 1943, Phó tế Moratinos, 24 tuổi, tiến đến việc được truyền chức linh mục. Tân linh mục là thành viên linh mục đoàn Giáo phận Valencia (en Venezuela).
Sau 13 năm thi hành các công việc mục vụ với thẩm quyền và cương vị của một linh mục, ngày 2 tháng 8 năm 1956, Tòa Thánh loan tin Giáo hoàng đã quyết định tuyển chọn linh mục José Alí Lebrún Moratinos, 36 tuổi, gia nhập Giám mục đoàn Công giáo Hoàn vũ, với vị trí được bổ nhiệm là giám mục phụ tá Giáo phận Maracaibo, danh nghĩa Giám mục Hiệu tòa Aradus. Lễ tấn phong cho vị giám mục tân cử được tổ chức sau đó vào ngày 2 tháng 9 cùng năm, với phần nghi thức chính yếu được cử hành cách trọng thể bởi 3 giáo sĩ cấp cao, gồm chủ phong là Tổng giám mục Raffaele Forni, Sứ thần Tòa Thánh tại Venezuela; hai vị giáo sĩ còn lại, với vai trò phụ phong, gồm có Tổng giám mục Acacio Chacón Guerra, Tổng giám mục đô thành Tổng giáo phận Mérida và Giám mục Gregorio Adam Dalmau, giám mục chính tòa Giáo phận Valencia (en Venezuela). Tân giám mục chọn cho mình châm ngôn:VERITATEM FACIENTES IN CARITATE.
Hai năm sau khi đảm nhiệm quyền và nghĩa vụ của một giám mục phụ tá, Tòa Thánh thông báo thuyên chuyển Giám mục Moratinos đến nhiệm sở mới, cụ thể là Giáo phận Maracay, đảm đương vai trò mới là Giám mục chính tòa. Thông báo về việc bổ nhiệm này được công bố cách rộng rãi vào ngày 21 tháng 6 năm 1958. Gần 4 năm sau đó, Tòa Thánh lại quyết định thuyên chuyển Giám mục Moratinos, lần này đến Giáo phận Valencia (en Venezuela), đảm đương vai trò tương đương tại giáo phận cũ là Giám mục chính tòa. Thông báo bổ nhiệm được phía Tòa Thánh công bố vào ngày 19 tháng 3 năm 1962.
Sau khoảng thời gian 10 năm đảm nhận vai trò giám mục chính tòa Valencia (en Venezuela), Giám mục Moratinos được Tòa Thánh thăng Tổng giám mục, qua việc bổ nhiệm giám mục này làm Tổng giám mục Phó Tổng giáo phận Caracas, Tổng giám mục Hiệu tòa Voncaria. Thông báo về việc bổ nhiệm này được công bố cách rộng rãi vào ngày 21 tháng 9 năm 1972. Ông chính thức kế nhiệm trở thành Tổng giám mục đô thành 8 năm sau đó, vào ngày 24 tháng 5 năm 1980.
Bằng việc tổ chức công nghị Hồng y năm 1983 được cử hành chính thức vào ngày 2 tháng 2, Giáo hoàng Gioan Phaolô II đưa ra quyết định vinh thăng Tổng giám mục José Alí Lebrún Moratinos tước vị danh dự của Giáo hội Công giáo, Hồng y. Tân Hồng y thuộc Đẳng Hồng y Linh mục và Nhà thờ Hiệu tòa được chỉ định là Nhà thờ S. Pancrazio.
Ngoài lãnh đạo các giáo phận được bổ nhiệm, ông còn đảm nhận vị trí Chủ tịch Hội đồng Giám mục Venezuela trong vòng 6 năm, từ năm 1984 đến năm 1990.
Ngày 27 tháng 5 năm 1995, Tòa Thánh chấp thuận đơn hồi hưu của ông, vì lý do tuổi tác. Ông qua đời ngày 21 tháng 2 năm 2001, thọ 82 tuổi.